# Irina Risenzon
Irina Risenzon (Buda, Hungria, 14 de janeiro de 1988) é uma ginasta israelense que compete em provas de ginástica rítmica. Risenzon nasceu na Hungria, porém compete por Israel.

## Principais resultados
| Ano  | Evento             | Cidade | IG |    |    |   |    |    | Eq | G3+2 | G5 | GG |
| ---- | ------------------ | ------ | -- | -- | -- | - | -- | -- | -- | ---- | -- | -- |
| 2008 | Jogos Olímpicos    | Pequim | 9º | -  | -  | - | -  | -  |    | -    | -  |    |
| 2009 | Campeonato Mundial | Mie    | 6º | 5º | 6º | - | 7º | 7º |    | -    | -  |    |